# Mithridates II av Pontos
Mithridates II var kung av Pontos 250 f.Kr.–210 f.Kr.. Han efterträdde som omyndig sin far Ariobarzanes.
Strax efter att han tillträdde invaderades kungariket av galler som sedan besegrades. Han besegrade Seleukos II i slaget vid Ancyra (dagens Ankara) 239 f.Kr.